# Imaginary Mary
Imaginary Mary è una sitcom statunitense creata da Adam F. Goldberg, David Guarascio e Patrick Osborne, in onda su canale ABC dal 29 marzo 2017.

## Episodi
| nº | Titolo originale                | Titolo italiano | Prima TV USA   | Prima TV Italia |
| -- | ------------------------------- | --------------- | -------------- | --------------- |
| 1  | Pilot                           | inedito         | 29 marzo 2017  | inedito         |
| 2  | The Mom Seal                    | inedito         | 4 aprile 2017  | inedito         |
| 3  | The Parent-y Trap               | inedito         | 11 aprile 2017 | inedito         |
| 4  | Prom-Com                        | inedito         | 18 aprile 2017 | inedito         |
| 5  | In a World Where Worlds Collide | inedito         | 25 aprile 2017 | inedito         |
| 6  | Alice the Mole                  | inedito         | 2 maggio 2017  | inedito         |
| 7  | The Ex X Factor                 | inedito         | 9 maggio 2017  | inedito         |
| 8  | Last Dance with Mary            | inedito         | 16 maggio 2017 | inedito         |
| 9  | Sleep Over                      | inedito         | 30 maggio 2017 | inedito         |

## Personaggi e interpreti
- Alice, interpretata da Jenna Elfman
- Mary, doppiata da Rachel Dratch
- Ben, interpretato da Stephen Schneider
- Bunny, interpretata da Erica Tremblay
- Dora, interpretata da Matreya Scarrwener
- Andy, interpretato da Nicholas Coombe

## Distribuzione
La serie è stata ordinata il 12 maggio 2016. Il 28 settembre 2016, la ABC ha ridotto gli episodi da 13 a 9. L'11 maggio 2017, la serie viene cancellata dopo la prima stagione.

## Accoglienza
La serie è stata accolta in maniera negativa da parte della critica. Sull'aggregatore di recensioni Rotten Tomatoes la serie ha un indice di gradimento del 36% con un voto medio di 4.17 su 10 basato su 11 recensioni. Su Metacritic, invece ha ottenuto un punteggio di 38 su 100 basato su 11 recensioni, indicante un'accoglienza "generalmente negativa".